# Hamid Rahmouni
Hamid Rahmani est un footballeur international algérien né le 22 octobre 1967 à Sétif. Il évoluait au poste d'avant-centre.

## Biographie
Il reçoit 13 sélections en équipe d'Algérie entre 1989 et 1999, sans inscrire de but.
En club, il joue en faveur de grand clubs algériens tels l'ES Sétif, le MC Alger, et enfin le NA Hussein Dey. Il a également joué pour le Stade Tunisien.

## Palmarès
- Champion d'Algérie en 1999 avec le MC Alger
- Vainqueur de la Coupe d'Algérie en 1989 avec l'ES Sétif
- Vainqueur de la Coupe des clubs champions africains en 1988 avec l'ES Sétif
- Vainqueur de la Coupe afro-asiatique des clubs en 1989 avec l'ES Sétif